# Пересечина
Пересечина (рум. Peresecina) — село в Оргіївському районі Молдови. Утворює окрему комуну. За твердженнями деяких істориків (М. Надеждін, І. Крип'якевич та ін.), у добу Київської Русі на місці Пересечина знаходився племінний центр уличів - Пересічень.

## Населення
За даними перепису населення 2004 року у селі проживали 7430 осіб.
Національний склад населення села:
| Національність       | Кількість осіб | Відсоток   |
| -------------------- | -------------- | ---------- |
| молдавани румуни     | 6672 655       | 89,8% 8,8% |
| росіяни              | 51             | 0,7%       |
| українці             | 36             | 0,5%       |
| цигани               | 7              | 0,1%       |
| болгари              | 3              | < 0,1%     |
| гагаузи              | 2              | < 0,1%     |
| євреї                | 1              | < 0,1%     |
| інша / без відповіді | 3              | < 0,1%     |
| Всього               | 7430           | 100%       |